# Exercice nucléaire de Totskoïe
L'exercice nucléaire de Totskoïe est un exercice militaire mené par l'armée soviétique pour explorer la guerre défensive et offensive pendant la guerre nucléaire. L'exercice, connu sous le nom de code « boule de neige », impliquait une détonation aérienne d'une bombe atomique aussi puissante que les deux bombes utilisées dans les attaques américaines sur Hiroshima et Nagasaki réunies. L'objectif affiché de l'opération était un entraînement militaire pour briser les lignes de défense fortifiées d'un adversaire utilisant des armes nucléaires.
Une armée de 45 000 soldats marcha dans la zone autour de l'épicentre, peu après l'explosion atomique. L'exercice fut réalisé le 14 septembre 1954, sous le commandement du maréchal Joukov au nord du village de Totskoïe dans l’oblast d'Orenbourg, en Russie, dans le district militaire du sud de l'Oural, Le maréchal Joukov et les ministres de la Défense de Chine Peng Dehuai — accompagné du commandant en chef de l'armée populaire de libération Zhu De —, de Pologne — accompagné du général Marian Spychalski — et de Yougoslavie, avec le général tchécoslovaque Ludvík Svoboda, observaient la scène d'une tour située à cinq kilomètres de l'explosion

## Histoire

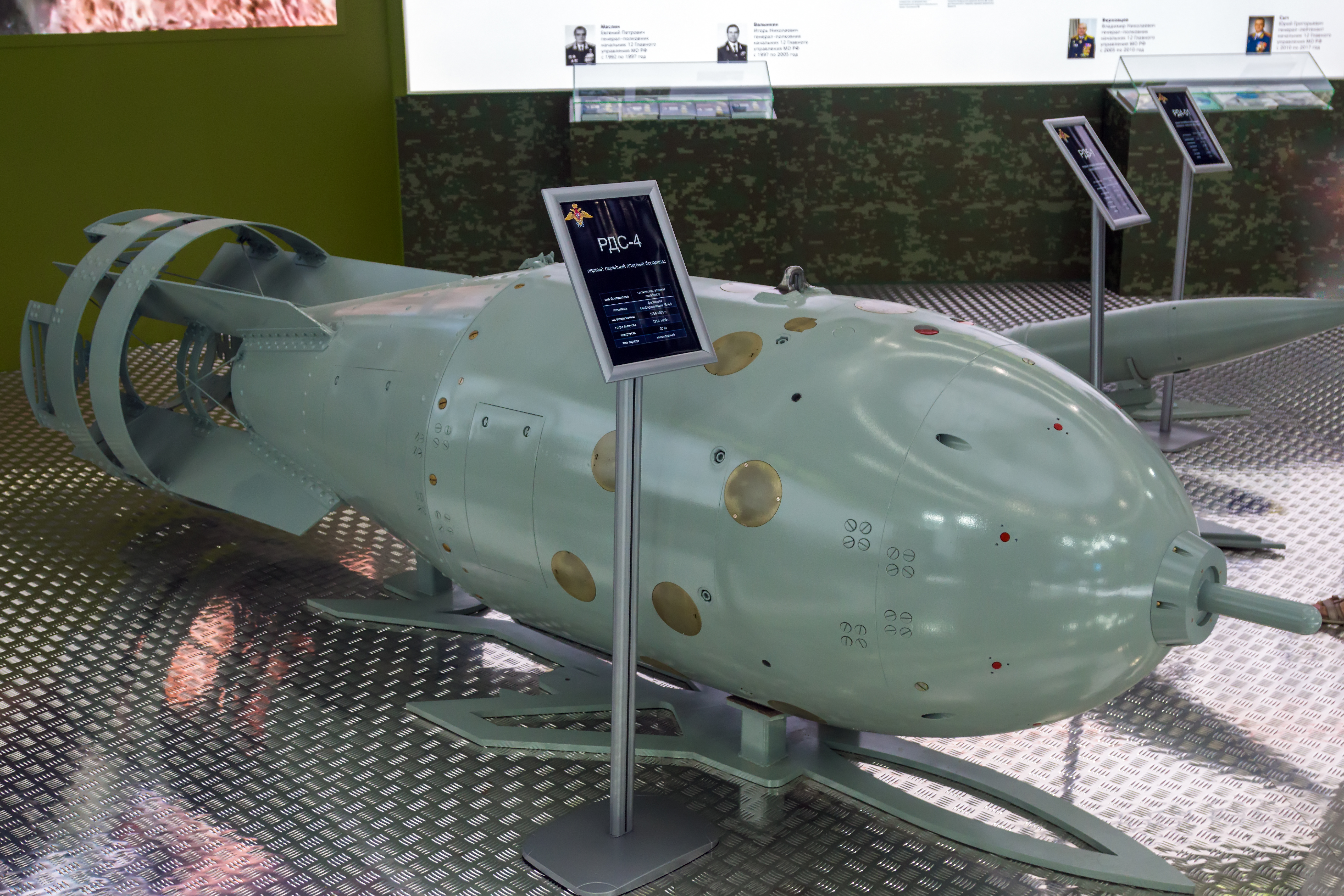
Une RDS-4 exposée en 2022.

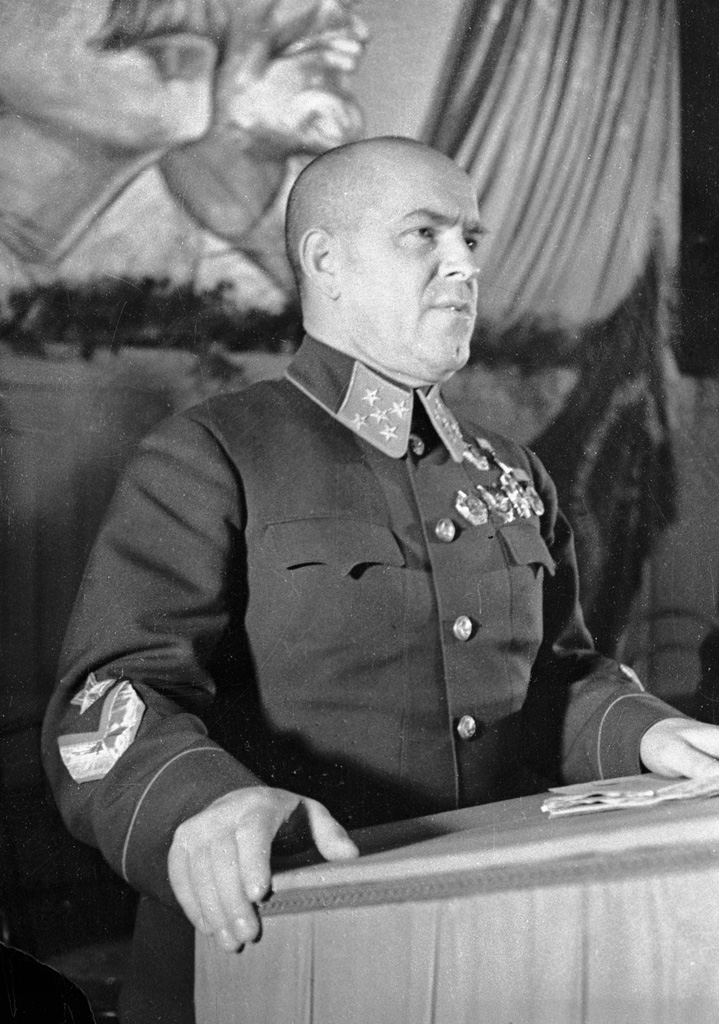
Le maréchal Joukov en 1941.

À la mi-septembre 1954, un essai de bombardement nucléaire fut effectué dans le polygone d’essai de Totskoïe lors de l'exercice de formation Snezhok (« boule de neige » ou « neige légère ») avec quelque 45 000 personnes, tous soldats ou officiers de l'armée de terre soviétique, qui furent exposés aux radiations d'une bombe deux fois plus puissante que celle d'Hiroshima neuf ans plus tôt. L'exercice était commandé par le maréchal de l'Union soviétique Joukov. Le 14 septembre 1954 à 9 h 33, un bombardier soviétique Tu-4 largua une bombe atomique RDS-4 de 40 kilotonnes (170 TJ) d’une altitude de 8 000 mètres. La bombe explosa à 350 mètres au-dessus du centre d’essai de Totskoïe, à 13 km de Totskoïe dans l'oblast d'Orenbourg,.
Au cours de l'exercice, plus de 45 000 personnes, dont 6 000 officiers, furent délibérément exposées aux radiations. Il s'agissait de la 270e division d'infanterie (en), de 320 avions, de 600 chars et de 600 véhicules blindés de transport de troupes. Les soldats reçurent l'ordre d’exécution d’un exercice militaire normal, avec une explosion nucléaire fictive, et avertis que ce serait filmé. Les militaires ne reçurent pas d'équipement de protection. Le ministre de la Défense adjoint Gueorgui Joukov fut témoin de l’explosion depuis un abri antiatomique souterrain. Les avions et l'artillerie reçurent l’ordre de bombarder le site de l'explosion cinq minutes après l'explosion, et trois heures plus tard (après la délimitation de la zone radioactive) les véhicules blindés reçurent l’ordre de prendre une zone hostile après une attaque nucléaire.
Les militaires reçurent l'ordre de collecter des données dans les retombées radioactives de l'épicentre, mais sans excéder un röntgen par heure sur leurs détecteurs (1 rem/h = 10 mSv/h). Pour déterminer les niveaux de rayonnement, il était prévu d'utiliser des patrouilles dosimétriques, qui devaient arriver sur la zone d'explosion 40 minutes après l'explosion et marquer les limites des zones de contamination par des panneaux d'avertissement. Le personnel de la patrouille se trouvait dans un char dont le blindage réduisait de 8 à 9 fois la dose de rayonnement pénétrant. À 300 mètres de l'épicentre, le débit de dose rencontré était de 25 R/h (zone interdite à la circulation) ; il n'était plus que de 0,5 R/h à 500 mètres et 0,1 R/h à 850 mètres.
Les habitants de certains villages (Bogdanovka et Fedorovka) qui étaient situés à environ 6 km de l'épicentre de la future explosion se sont vu proposer une évacuation temporaire hors d’un cercle de 50 km de rayon. La plupart des populations locales ne furent cependant pas averties.

## Conséquences
Des milliers de personnes qui furent soupçonnées d'avoir cherché de l'aide dans les hôpitaux locaux auront la surprise, plus tard, de constater que leurs dossiers médicaux avaient disparu de l'hôpital régional. Ce fait fut confirmé par un ancien soldat qui avait participé à l’exercice, Alexeï Petrovitch Vavilov, lors d’un entretien pour le programme de télévision Podrobnosti (chaîne de télévision INTER), plus de 50 ans plus tard.
Plus d'un demi-siècle plus tard, cette question est toujours sous le contrôle strict du gouvernement fédéral russe. Les membres des forces de l'ordre locales continuent de harceler les journalistes qui tentent d'obtenir des images du polygone d’essai. L'exercice n’est devenu largement connu qu'en 1993. Même les soldats qui participèrent à l'exercice ne savaient pas qu'ils y avaient pris part. Le gouvernement félicita la population locale pour son héroïsme dans la fourniture du bouclier nucléaire à leur patrie.
En 2004, cinquante ans plus tard, un peu plus de 2 000 vétérans sont encore en vie. La moitié d'entre eux (à présent âgés de plus de soixante-dix ans) sont officiellement reconnus comme personnes handicapées des premier et deuxième groupes, 74,5 % souffrent de maladies du système cardiovasculaire, notamment d'hypertension et d'athérosclérose cérébrale, 20,5 % de maladies du système digestif, 4,5 % de tumeurs malignes et de maladies du sang.
Pour le 60e anniversaire de l'exercice en 2014, les 374 vétérans survivants des « unités à risque spécial » résidant dans l'Oblast d'Orenbourg, ont reçu une prime de 3 000 roubles (équivalent à moins de 50 euros en 2023). Au 15 septembre 2021, il reste 37 vétérans dans cet oblast.